# Трейси Морган
Трейси Джамал Морган (на английски: Tracy Jamal Morgan) е американски актьор и комик.
Роден е на 10 ноември 1968 г. Известен е като член на състава на телевизионното шоу „На живо в събота вечер“ в периода 1996–2003 г. и с ролята си на Трейси Джордан в комедийния сериал „Рокфелер плаза 30“ (2006–2013).